# Heinrich von Albedyll

Wappen derer von Albedyll und von Albedyhll

Heinrich August Emil von Albedyll (* 1. August 1865 in Pasewalk; † 24. Dezember 1942 in Krakow) war ein preußischer Generalmajor im Ersten Weltkrieg sowie Rittergutbesitzer. 

## Leben
Heinrich war ein Sohn des preußischen Generals der Kavallerie Georg von Albedyll (1835–1907) und dessen Ehefrau Elisabeth, geborene von Wedel (1840–1919).
Er selbst war verheiratet mit Karoline (Cari), geborene Freiin von der Lancken-Wakenitz (1877–1922) aus Boldevitz. Aus dieser Ehe ging am 28. Dezember 1899 Sylvius von Lancken-Wakenitz-Albedyll hervor, der selbst auf die höhere Offizierslaufbahn einschlug und über seine Mutter die Begüterung Gutshaus Boldevitz auf Rügen erbte, und an einem unbekannten Ort in Russland am 3. Oktober 1947 starb. Die Tochter Karin wurde 1909 geboren und starb bei einem Autounfall 1940.
In zweiter Ehe war der General seit 1931 mit Maria Hermine Michaelis liiert, ihr Wohnsitz war dann Krakow  (jetzt zu Bergen auf Rügen).
Heinrich von Albedyll war 1942 als Kurator des Adeligen Fräuleinstfiftes zu Bergen genannt, zudem war er Rechtsritter des Johanniterordens und Mitglied der politisch gleichgeschalteten Deutschen Adelsgenossenschaft.

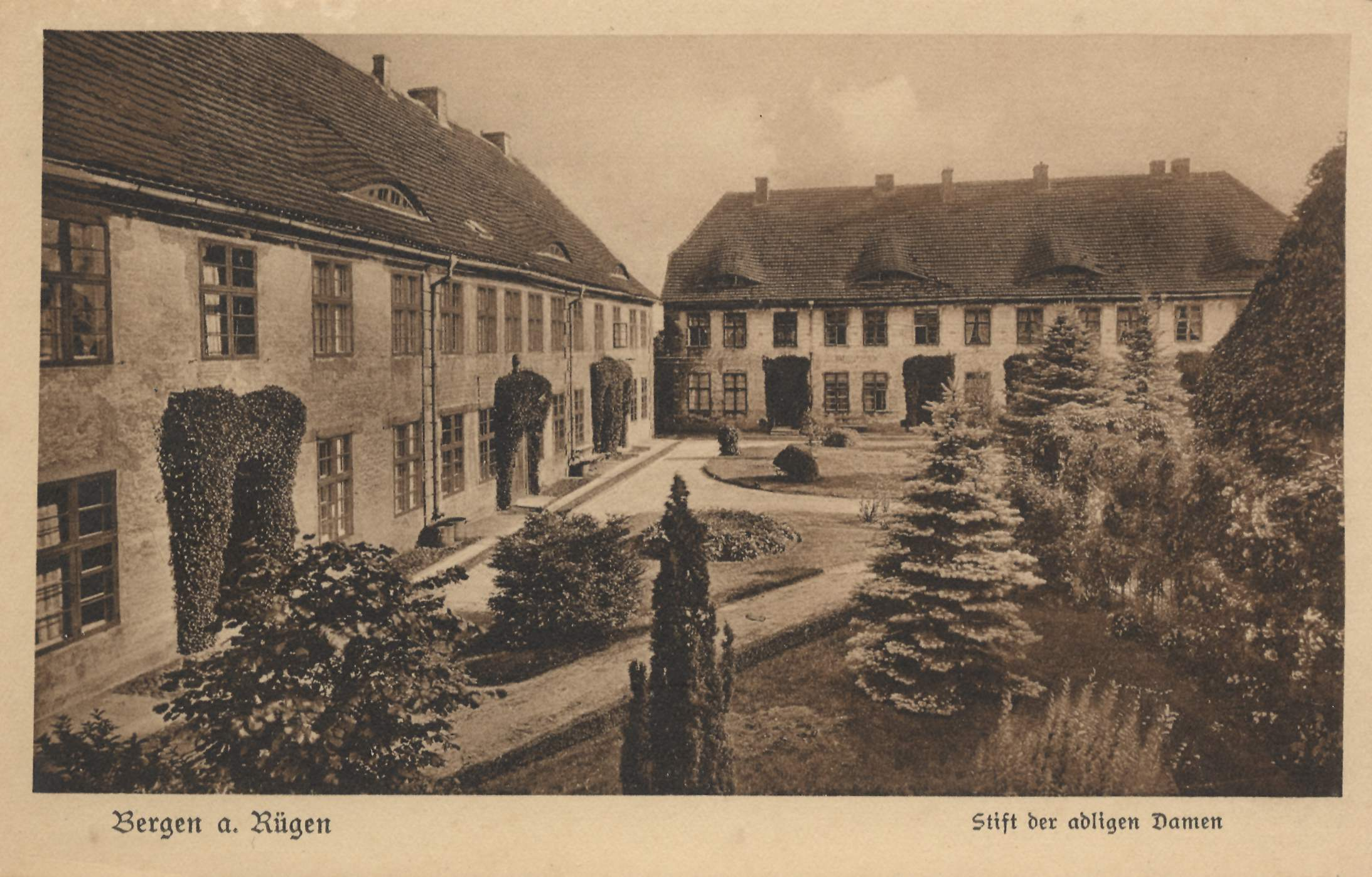
Stift der Adligen Frauen auf einer Postkarte, um 1900

## Auszeichnungen
- Roter Adlerorden IV. Klasse[2]
- Kronenorden III. Klasse[2]
- Preußisches Dienstauszeichnungskreuz[2]
- Ritterkreuz I. Klasse des Ordens vom Zähringer Löwen[2]
- Bayerischer Militärverdienstorden IV. Klasse mit der Krone[2]
- Offiziersehrenkreuz des Lippischen Hausordens[2]
- Ritter des Ordens der Württembergischen Krone[2]
- Russischer Orden der Heiligen Anna III. Klasse[2]
- Sankt-Stanislaus-Orden III. Klasse[2]